# Parque Natural Municipal dos Morros
O Parque Natural Municipal dos Morros (PNMM) é uma unidade de conservação brasileira de proteção integral, localizada na zona norte do município de Santa Maria, no estado do Rio Grande do Sul. A unidade abrange mais de 150 hectares, distribuídos sobre os morros do Carmo, das Antenas e dos Tucanos, configurando-se como um dos principais remanescentes de vegetação nativa em área urbana no centro do estado. Criado pelo Decreto Executivo nº 074/2016, o parque está inserido em uma zona de transição entre os biomas Mata Atlântica e Pampa, com importância reconhecida nos aspectos ecológico, paisagístico, hídrico e educativo.

## História e gestão
A concepção do PNMM foi articulada pela Secretaria Municipal de Meio Ambiente de Santa Maria, com o apoio do extinto Instituto de Planejamento de Santa Maria, durante a gestão do então prefeito Cezar Schirmer. O geógrafo Guilherme Lul da Rocha, secretário adjunto à época, teve papel técnico central na condução dos critérios ambientais e territoriais da unidade, bem como na articulação política que culminou com a sua criação. O Decreto nº 074/2016, que instituiu legalmente a UC, foi assinado em 6 de setembro de 2016, sendo o último ato administrativo de Schirmer como prefeito.
O primeiro gestor nomeado foi Filipe Martins, que atuou no momento mais crítico da criação de áreas protegidas, como a estruturação inicial e moderação de conflitos, seguido por Guilherme Rocha, que assumiu interinamente a gestão e coordenou etapas fundamentais, como intensa articulação institucional, ajustes fundiários, interlocução com grupos desportivos e a captação de recursos por meio de medidas compensatórias, editais ministeriais e emendas parlamentares. Ainda nesse período, o parque foi selecionado para o Programa de Aceleração de Unidades de Conservação Municipais, promovido pelo ICLEI América do Sul, figurando entre as unidades mais promissoras do país.
Posteriormente, a gestão foi assumida pela bióloga Marina Deon Ferrarese, que consolidou o parque como referência estadual, integrando-o à Rede Estadual de Unidades de Conservação do Rio Grande do Sul e ampliando sua visibilidade institucional. Marina é reconhecida por ter elevado os padrões de gestão da UC, sendo admirada entre gestores e pesquisadores ambientais.
Na sequência, a bióloga Mariana Oliveira exerceu a função por curto período, enfrentando limitações operacionais. A gestão atual está sob responsabilidade da servidora Charlene Moro Stefanel.
Nos últimos anos o parque vem enfrentando um período de estagnação, com descontinuidade de projetos e diminuição da frequência de pesquisas e eventos públicos. Pesquisadores, visitantes e moradores do entorno externam dificuldades relacionadas à ausência de pessoal qualificado e possível falta de apoio da administração municipal.

## Características ambientais
O PNMM está situado em uma área de borda entre a Depressão Central e o Planalto Meridional, apresentando um mosaico de formações campestres, florestais e afloramentos rochosos. Sua vegetação inclui espécies ameaçadas e endêmicas, como Parodia horstii e Tillandsia toropiensis, além de árvores nativas como araçás, figueiras e cabreúvas. Entre os animais que habitam o parque, destacam-se o gato-do-mato-pequeno (Leopardus guttulus), o veado-virá (Mazama gouazoubira) e diversas aves como a gralha-picaça (Cyanocorax chrysops).
O parque abriga nascentes da sub-bacia do Arroio Cadena, contribuindo com a recarga hídrica e o sistema de drenagem urbana da cidade.

## Zoneamento e plano de manejo
O plano de manejo do PNMM foi aprovado em 2020 e define seis zonas de manejo, com diretrizes específicas de proteção e uso:
- Zona Primitiva
- Zona de Uso Extensivo
- Zona de Uso Intensivo
- Zona de Recuperação
- Zona de Uso Especial
- Zona de Amortecimento

A gestão da unidade é orientada pelos princípios de conservação da biodiversidade, uso público gradual e sustentável, à medida de sua estrutura, educação ambiental e incentivo à pesquisa científica.

## Pesquisa científica, espeleologia e arqueologia
O parque abriga a Caverna Geólogo Ericks Testa, cadastrada no Cadastro Nacional de Informações Espeleológicas (CANIE), do CECAV/ICMBio. Localizada na zona primitiva da unidade, a cavidade foi formada por falhamento normal em arenito da Formação Botucatu e é acessível exclusivamente para fins científicos, devido à sua fragilidade estrutural e interesse geomorfológico.
Também há um sítio arqueológico, revelando a diversidade de riquezas não somente naturais, mas também culturais, que o PNMM abriga. A origem e datação do sítio seguem em estudo por arqueólogos da UFSM.

## Integração institucional
O PNMM integra o SNUC e o Sistema Estadual de Unidades de Conservação do Rio Grande do Sul, estando também inserido no Corredor Ecológico da Quarta Colônia, importante instrumento de conectividade ecológica e gestão territorial.
Mantém parcerias com diversas instituições, entre as quais:
- Universidade Federal de Santa Maria (UFSM)
- Universidade Franciscana (UFN)
- Instituto Federal Farroupilha (IFFar)
- Força Aérea Brasileira (FAB)
- IBAMA
- Fundação Estadual de Proteção Ambiental Henrique Luiz Roessler (FEPAM)
- Grupos de esportes de natureza

As atividades realizadas em parceria incluem monitoramento de fauna e flora, reabilitação de áreas degradadas, oficinas educativas, projetos de extensão universitária e estágios supervisionados.